# Drassyllus yaginumai
Drassyllus yaginumai är en spindelart som beskrevs av Takahide Kamura 1987. Drassyllus yaginumai ingår i släktet Drassyllus och familjen plattbuksspindlar. Inga underarter finns listade i Catalogue of Life.